# Baldriga de Cap Verd
La baldriga de Cap Verd (Calonectris edwardsii) és un ocell marí de la família dels procel·làrids (Procellariidae), d'hàbits pelàgics, cria a les illes de Cap Verd i es distribueix pels mars propers.